# Ritterfilm
Der Ritterfilm ist ein Subgenre des Abenteuerfilms. Er greift auf Motive der Artus-Epik und auf Historienromane wie die von Walter Scott zurück und behandelt die Themenwelt des höfischen Mittelalters. Durch hohe 
Produktionswerte können viele Ritterfilme zu den Ausstattungsfilmen gezählt werden. 

## Motive
Oft angesiedelt im mittelalterlichen England, Schottland oder Frankreich, nimmt der Ritterfilm in populärer Weise geschichtliche Themen wie den Konflikt zwischen Angelsachsen und Normannen, Kreuzzüge oder Thronfolgestreitigkeiten auf. Vor diesen Hintergründen setzt der Ritterfilm auf romantische, märchenhafte Geschichten sowie auf opulente Ausstattung und Kulissen. Szenen mit hohen Schauwerten wie Schwertkämpfe, Ritterturniere, Festgelage und minnigliche Verwicklungen sind typisch für den Ritterfilm. Die Helden stehen für „ritterliche“ Tugenden wie Güte, Tapferkeit und Aufrichtigkeit und bedienen sich einer oft pathetischen, popularisierend an Shakespeares Englisch angelehnten Sprache.

## Geschichte

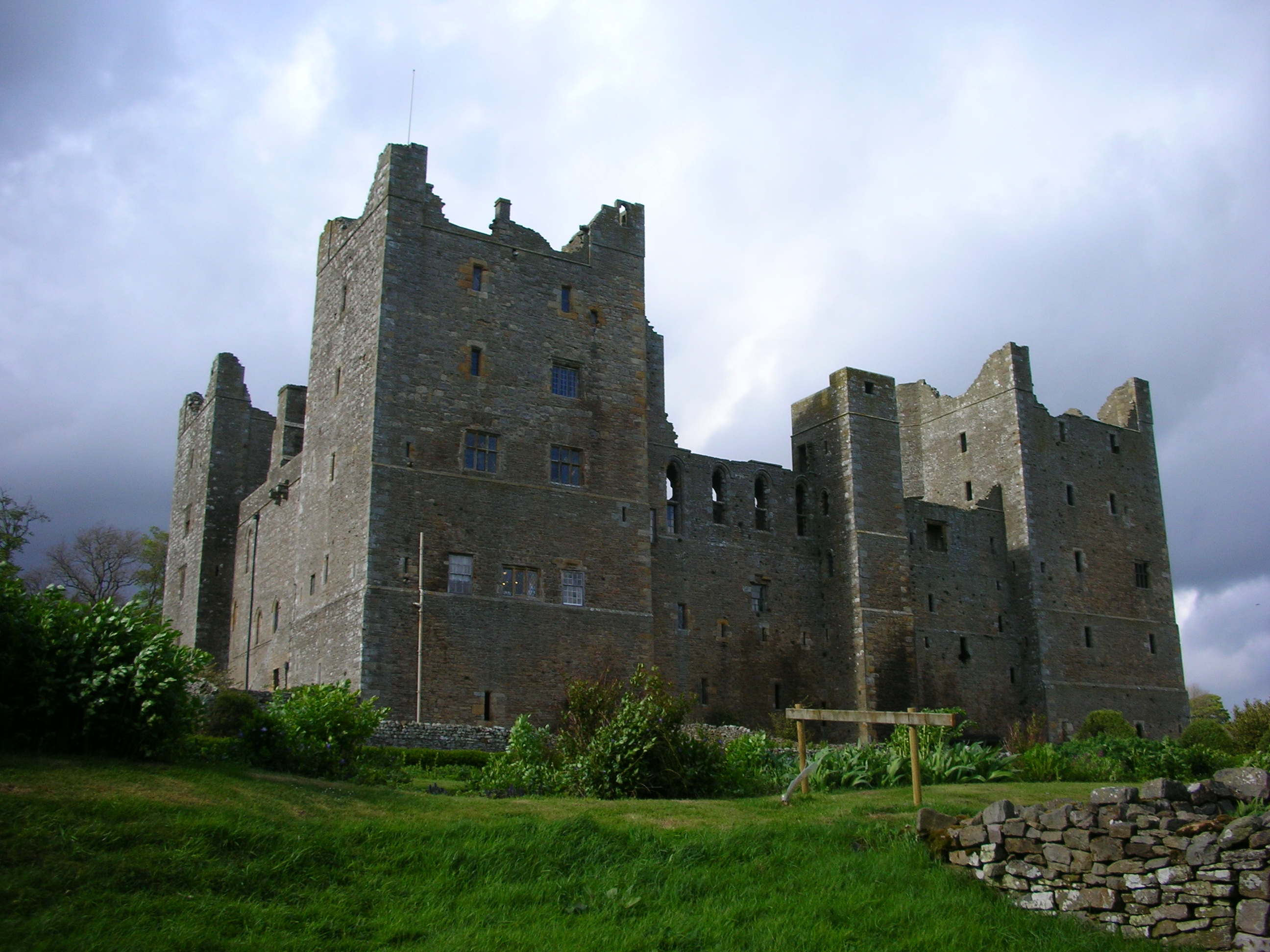
Bolton Castle diente als Drehort von Ivanhoe – Der schwarze Ritter

Bereits zur Zeit des Stummfilms bedienten sich die US-amerikanischen Filmstudios der mittelalterlichen Motivik. Eine prägende Darstellung des edlen Gesetzlosen gelang Douglas Fairbanks in Robin Hood (1922). Der enorme Aufwand lohnte sich finanziell für die United Artists. Trotzdem blieben weitere Werke auch nach Einführung des Tonfilms aus. Erst Paramounts Hausregisseur Cecil B. DeMille brachte den Ritterfilm erneut auf die Leinwand. In Kreuzritter (1935) diente der historische Hintergrund vor allem dazu, Ausstattung und Massenszenen effektvoll in Szene zu setzen. Mehr als ein Jahrzehnt nach der letzten Stummfilmversion entstand mit Robin Hood, König der Vagabunden (1938) eine Neuverfilmung. Die Warner Bros. griff nicht nur auf das teure Dreistreifen-Technicolor-Verfahren, sondern auch auf das populäre Leinwandpaar Errol Flynn und Olivia de Havilland zurück. Die Anstrengungen wurden mit den Oscars für Ausstattung, Schnitt und Musik belohnt. Der Farbfilm wurde damit zum Standard des Filmgenres. Am Ende des Krieges begann auch die Produktion von Nachahmern. Aus rechtlichen Gründen führte Columbia den Sohn von Robin Hood als Titelhelden in Der Bandit und die Königin (1946) und Robin Hoods Vergeltung (1950) ein. Zudem brachte man als Verleiher Robin Hoods große Liebe (1948) in Cinecolor und Schwarze Pfeile (1948) in Schwarzweiß heraus, die von unabhängigen Produzenten stammten und für eine schnelle Verwertung vorgesehen waren. Der Schauspieler Burt Lancaster hatte in der Zwischenzeit eine eigene Produktionsfirma gegründet. Mit Der Rebell (1950) zeigte er neben seiner Schauspielkunst auch seine akrobatischen Fähigkeiten. Für die Warner Bros. war es der erfolgreichste Film des Jahres. Die Farbkamera und die Musik wurden mit Oscar-Nominierungen bedacht. Weniger Spuren hinterließen hingegen Universals Die goldene Horde (1951) und Columbias Der Empörer (1954), in denen östliche Völkerschaften zu den Gegnern zählten. 
Ende der 1940er Jahre begannen die Hollywood-Studios mittels Tochterfirmen direkt in England zu produzieren. Die 20th Century-Fox begann diese Ära mit Die schwarze Rose (1950). Der Hauptdarsteller Tyrone Power agierte letztmals als Abenteurer. Auch Walt Disney griff diese Konzept auf. Sein Robin Hood und seine tollkühnen Gesellen (1952) wartete nur mit britischen Darstellern auf. Einen Großerfolg konnte danach die Metro-Goldwyn-Mayer mit Ivanhoe, der schwarze Ritter (1952) verbuchen. Der Film wurde zum Inbegriff des Ritterfilms und Robert Taylor zu seinem Star. Der Nachfolger Die Ritter der Tafelrunde (1953) trumpfte zusätzlich mit dem neuen CinemaScope auf. Das neuartige Breitwandformat konnte jedoch nicht verhindern, dass Prinz Eisenherz (1954) der 20th Century-Fox, Der Talisman (1954) der Warner Bros., Der eiserne Ritter von Falworth (1954) der Universal sowie Der schwarze Prinz (1955) der Allied Artist die finanziellen Erwartungen der Filmstudios nicht mehr erfüllte. Einen letzten vergeblichen Versuch machte die Metro-Goldwyn-Mayer mit Liebe, Tod und Teufel (1955). Ähnlich erging es der Paramount mit Der Hofnarr (1956) in VistaVision mit Danny Kaye in der Rolle des unfreiwilligen Helden. 
In den 1970er Jahren persiflierten Monty Python mit Die Ritter der Kokosnuß die Genrekonventionen in exzessiver Weise. Ab den 1970er Jahren wurde die Thematik des Ritterfilms in die verschiedensten Richtungen geführt, etwa als humorvolle Betrachtung über alternde Helden in Richard Lesters Robin und Marian (1976) oder als düster-archaische Endzeitvision in John Boormans Excalibur (1981). Robert Bresson entmythologisierte in Lancelot, Ritter der Königin (1974) das Genre und schlug in Schauspielerführung und Dramaturgie einen lakonischen Ton an. Auch Eric Rohmer näherte sich in Perceval le Gallois (1978) dem Genre dekonstruierend und ließ seine Protagonisten bühnenhaft in betont einfachen Pappkulissen agieren.
Hollywood versuchte 1995 mit Der erste Ritter ein Comeback des Genres, jedoch ohne nachhaltigen Erfolg. In der Folge wurden Elemente des Ritterfilms in Fantasyfilmen verwendet (Dragonheart, 1996; Game of Thrones, 2011 ff.) und auch – versetzt in einen vorzeitlichen Kontext – erfolgreich im Fernsehen eingesetzt (Hercules und Xena). Als nostalgische Reminiszenz sind parodistische Interpretationen des Ritterfilms weiterhin populär, etwa in (T)Raumschiff Surprise – Periode 1 (2004) oder in 1½ Ritter – Auf der Suche nach der hinreißenden Herzelinde (2008).